# Parque Deportivo Universitario "Beto Ávila"
Para el estadio de béisbol en Cancún, véase Estadio Beto Ávila.
El Estadio Deportivo Veracruzano "Beto Ávila" es un estadio para béisbol ubicado en la localidad de Veracruz perteneciente al municipio de Boca del Río, municipio que forma parte de la zona metropolitana de la ciudad y puerto de Veracruz. Actualmente es la sede del equipo Águila de Veracruz que participa en la Liga Mexicana de Béisbol. El estadio fue inaugurado con dicho nombre en el mes de marzo de 1992 como homenaje al más grande beisbolista veracruzano de todos los tiempos. El parque también es llamado coloquialmente como "El Nido del Águila".

## Historia
En sus inicios, este inmueble fue conocido como el "Estadio Universitario", ya que le pertenecía a la Universidad Veracruzana, pero años después su administración cambió de manos, manejándolo actualmente el Gobierno del Estado de Veracruz a través de la Organización de los Rojos del Águila, en coordinación con el Instituto Veracruzano del Deporte.

## Eventos
Cabe señalar, que entre los principales eventos que se han llevado al cabo en este estadio se encuentran: El 75° Juego de Estrellas de la LMB 2007, El 10° Campeonato Mundial Juvenil de Béisbol "AA" en el año 2001, así como Conciertos, Peleas de Box, Eventos religiosos, etc.
Cabe destacar que dicho escenario fue la sede de la primera edición de la Serie Latinoamericana, la Serie Latinoamericana Veracruz 2013, así también de los Juegos Centroamericanos y del Caribe, Veracruz 2014.
Se han realizado conciertos de artistas internacionales tales como Ricky Martín, Rauw Alejandro, Romeo Santos y Daddy Yankee, este último reuniendo a más de 22,000 personas como parte de La Última Vuelta World Tour.